# 金沢市立森山町小学校
金沢市立森山町小学校（かなざわしりつ もりやまちょうしょうがっこう、英語: Kanazawa Municipal Moriyamacho Elementary School）は、石川県金沢市森山2丁目にある公立小学校。

## 沿革
《主要な出典：》
- 1880年（明治13年）1月11日 - 山ノ上町2丁目（現山の上町）善導寺内に、現在の金沢市立馬場小学校の前身の養成小学校（男児校）・浅汀小学校（女児校）の分校として開校[6][7]。
- 1881年（明治14年）10月30日 - 春日町3丁目（現春日町）の民家へ移設し、金沢区錬長小学校と改称[8]。
- 1885年（明治18年）9月12日 - 上田町（現森山2丁目）に移転新築し、上田町小学校と改称[9][10]。
- 1887年（明治20年）4月 - 小学校令により、尋常科上田町小学校、簡易科上田町小学校と改称[11]。
- 1892年（明治25年）3月15日 - 尋常科上田町小学校を上田町尋常小学校と改称[12]。
- 1908年（明治41年）11月15日 - 森山二番丁（現在地森山2丁目）に校舎を移転新築[10]、森山町尋常小学校と改称。開校式挙行[13]。
- 1918年（大正07年）2月 - 校旗樹立。
- 1924年（大正13年）4月1日 - 高等科（女子部）を併設し、森山町尋常高等小学校と改称。
- 1931年（昭和06年）4月 - 高等科を廃止し、森山町尋常小学校と改称。
- 1941年（昭和16年）3月1日 - 国民学校令施行に伴い、金沢市森山町国民学校と改称。
- 1947年（昭和22年）4月1日 - 学制改革により、金沢市立森山町小学校と改称。所在地：金沢市森山二番丁11番地[14]。
- 1957年（昭和32年）3月 - 森山町小学校新築落成[15]。
- 1965年（昭和40年）2月20日 - 校舎改築落成式。鉄筋3階建（一部4階）延べ6242平方メートル、総工費1億2928万円[16]。
- 1966年（昭和41年）7月1日 - 住居表示実施により、所在地の表記が金沢市森山2丁目13番50号となる[17]。
- 1967年（昭和42年）7月 - プール竣工。
- 1981年（昭和56年）3月 - 創立100周年記念式典を挙行。体育館竣工。
- 1991年（平成03年）1月 - 創立110周年記念式典を挙行。創立110周年記念文集作成。
- 2002年（平成14年）7月 - 校内LAN整備工事・完了。
- 2010年（平成22年）2月 - 創立130周年記念式典を挙行。
- 2013年（平成25年）8月 - 体育館および講堂の耐震工事完了。
- 2020年（令和02年）
  - 4月 - 新校舎竣工[2]。移転とともに、創立140周年を記念して校旗を新調[18]。
  - 8月2日 - 新校舎内見会[19]。
- 2021年（令和03年）11月26日 - 創立140周年記念行事を開催[20][注釈 1]。

### 関連校

#### 金沢市立馬場小学校
- 1872年9月（明治5年8月） - 石川県金沢区第十四区学校として東馬場町に設置。
- 1873年（明治06年）
  - 3月 - 石川県金沢区第二中学五番小学校と改称[22]。
  - 6月 - 石川県金沢区第二中学区東馬場小学校と改称[22]。
  - 7月 - 石川県金沢区第二十二中学区東馬場小学校と改称[22]。
- 1877年（明治10年）9月 - 養成小学校（男児校）と改称[7]。
- 1880年（明治13年）1月 - 山ノ上町2丁目（現金沢市山の上町）地内に分校を設立（現金沢市立森山町小学校の前身）[7]。

#### 仁恵小学校
- 1873年（明治06年） - 中牧町地内に私立小学校として設立[22]。
- 1881年（明治14年） - 公立移管のため廃止[22]。

#### 浅汀小学校
- 1875年（明治8年）2月 - 私立金屋町女児小学校を公立移管し浅汀小学校（女児校）として設立[23]。

#### 小橋小学所
- 1871年
  - 1月（明治3年11月）[注釈 2] - 旧藩により小橋小学所を設立[24]。※ 馬場小学校の発祥。
  - 8月（明治4年7月）[注釈 3] - 金沢県発足に伴い県管轄（11校)となる[24]。
- 1872年（明治5年）
  - 3月（旧暦2月）[注釈 4] - 金沢県から石川県と改称。
  - 5月（旧暦4月） - 石川県が学校維持金および管理面を理由に金沢区（現金沢市）内の全小学所を廃止[24]。

## 学校周辺
- 小坂神社
- 卯辰山
- あめや坂

## 服装
- 標準服の着用が義務付けられている。[要出典]

## 出身者・関係者
- 大場松魚（漆芸家　蒔絵の重要無形文化財保持者（人間国宝) 1916/3/15 - 2012/6/21)
- 出島武春（武蔵川部屋所属の元大相撲力士　現大鳴戸親方)
- 坂井一将（男子バドミントン選手）[25]